# Жаднов, Зиновий Яковлевич
Зино́вий Я́ковлевич Жадно́в (октябрь 1904, Нижегородская губерния — 28 августа 1938, Коммунарка) — советский партийный руководитель, 1-й секретарь обкома ВКП(б) Марийской АССР. Входил в состав особой тройки НКВД СССР.

## Биография
Зиновий Яковлевич Жаднов родился в октябре 1904 года в деревне Сосновка Нижегородской губернии (ныне — Павловский район Нижегородской области). Практически вся его трудовая деятельность была связана с работой в структурах комсомола и ВКП(б), куда он вступил в 1924 году.
- Март — июнь 1924 года — ответственный секретарь Мысовского волостного комитета комсомола (Нижегородская губерния).
- Июнь 1924 — март 1925 года — ответственный секретарь Лукояновского уездного комитета РКСМ.
- Март 1925 — май 1927 года — ответственный секретарь Нижегородского уездного городского комитета ВЛКСМ.
- Май 1927 — январь 1929 года — инструктор Нижегородского губернского Совета профсоюзов.
- Январь — август 1929 года — секретарь комитета ВКП(б) Нижегородского городского трамвая.
- Август 1929 — август 1930 года — секретарь комитета ВКП(б) Нижегородского радио-телефонного завода имени В. И. Ленина.
- Август 1930 — март 1931 года — заместитель заведующего Нижегородским краевым отделом народного образования.
- Март — ноябрь 1931 года — заведующий Сектором культуры Нижегородского краевого комитета ВКП(б).
- Октябрь 1931 — апрель 1934 года — заместитель заведующего Отделом кадров Нижегородского — Горьковского краевого комитета ВКП(б).
- Апрель 1934 — февраль 1935 года — заместитель заведующего промышленно-транспортным отделом Горьковского краевого комитета ВКП(б).
- Февраль 1935 — ноябрь 1937 года — заведующий Отделом советской торговли Горьковского краевого комитета ВКП(б).
- Ноябрь 1937 — 11 мая 1938 года — 1-й секретарь Марийского областного комитета ВКП(б) и Йошкар-Олинского горкома ВКП(б). Этот период отмечен вхождением в состав особой тройки, созданной по приказу НКВД СССР от 30.07.1937 № 00447[1] и активным участием в сталинских репрессиях[2].
- 12 декабря 1937 года — избран от Марийской АССР в Совет Союза Верховного Совета СССР 1 созыва.

## Завершающий этап
Арестован 11 мая 1938 года. 20 августа 1938 года внесён в «Список лиц, подлежащих суду военной коллегии Верховного суда Союза ССР от 20 августа 1938 года».
Приговорён к ВМН ВКВС СССР 28 августа 1938 года. Обвинялся по статьям 58-2, 58-7, 58-8, 58-11 УК РСФСР. Расстрелян в день вынесения приговора на полигоне Коммунарка.
Реабилитирован 28 апреля 1956 года ВКВС СССР за отсутствием состава преступления.